# João Juca Jr.
João Juca Junior é uma telenovela produzida pela extinta TV Tupi e exibida 15 de dezembro de 1969 a 16 de maio de 1970. Foi escrita por Silvan Paezzo e dirigida por Walter Avancini e Plínio Marcos.

## Produção
O escritor Silvan Paezzo publicou uma coletânea de contos policiais sob o título João Juca Junior, Detetive Particular, lançada em 1964 em edição de bolso pela edições José Álvaro.  Quatro anos depois, Paezzo foi contratado pelas Rede Tupi, Record e Bandeirantes e passou a escrever novelas. Com o sucesso de Beto Rockfeller, a Tupi investiu em novas produções e contratou duas novas produções de temática de humor de temática semelhante: Super Plá e a adaptação do livro de Paezzo, João Juca Junior. Para interpretar o protagonista, a Tupi selecionou Plínio Marcos.

## Sinopse
As aventuras de João Juca Junior, um detetive malsucedido, sujeito simples cujo sonho é tornar-se um arauto da lei e da ordem social. Em sua trajetória, entre outras aventuras, João Juca Jr. envolve-se com os moradores da pensão do Sr. Bóris e entra em confronto com uma gangue liderada pelo Dr. Khan, um cientista ávido por poder e fortuna, que dispõe de belas mulheres ao seu serviço.

## Elenco
- Plínio Marcos - João Juca Junior
- Ziembinski - Bóris
- Débora Duarte - Françoise
- Joana Fomm - Cléo
- Perry Salles - Sr. Khan
- Walderez de Barros
- Marilu Martinelli - Pequena
- Ruy Rezende
- Yara Lins - Luiza
- Eleonor Bruno - Dona Lola
- Leonor Navarro - Eleonora
- Gilda Medeiros - Diana
- Carmem Monegal - Regina
- Tessy Calado - Françoise
- Augusto Barone - Jordão
- Osley Delano - Costa Lima
- Pepita Rodrigues - Linda
- Luís Linhares
- Ayres Pinto - Ziguezague
- Marilda Pedroso - Anita
- Lutero Luiz
- Edgard Franco

## Trilha Sonora
A música tema João Juca Junior foi composta em 1968 pelo escritor Sylvan Paezzo e pelo cantor Silvio Cesar, que a interpretou. Lançada antes da telenovela, a música foi gravada por Silvio Cesar, como parte de seu quatro álbum.